# Julia Pachelo
Julia Pacello Millanes, conocida artísticamente como Julia Pachelo (Madrid, 18 de enero de 1892-Madrid, 12 de diciembre de 1977), fue una actriz española.

## Biografía
Fue hija de la cantante y actriz española María Millanes Allué (fallecida en Madrid en 1925) y del violinista y profesor de música uruguayo Alfredo Pachello, de origen italiano. María Millanes y Julia Pachelo formaron parte de la compañía de Margarita Xirgu en 1924, en una gira por Puerto Rico.

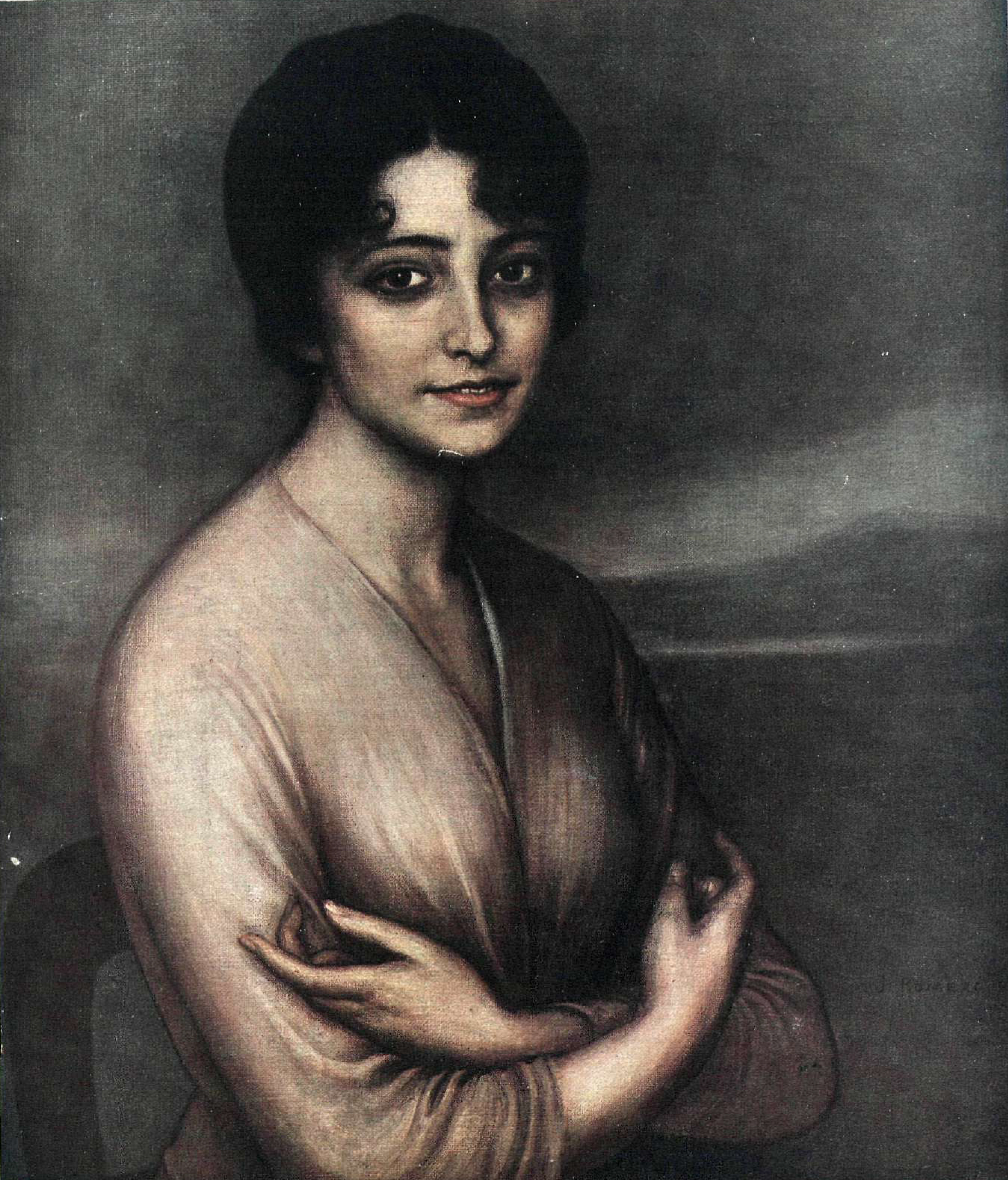
Retrato de Julia Pachelo, por Julio Romero de Torres (La Esfera, 2 de septiembre de 1916)

Julia debutó en el teatro en 1906, tras finalizar sus estudios primarios. En los siguientes años desfila por diferentes compañías teatrales, entre las que destaca la de María Guerrero, con la que pone en escena, entre otras obras, El último pecado (1918), de Pedro Muñoz Seca y La calumniada (1919), de los Hermanos Álvarez Quintero y la de Margarita Xirgu, con la que estrena Mariana Pineda (1927) y La zapatera prodigiosa (1930), ambas de Federico García Lorca e interpreta La princesa Bebé (1927), de Jacinto Benavente.
Debutó en el cine a la tardía edad de cuarenta y ocho años, con la película Cancionera (1940), de Julián Torremocha. En 1941 interpretó el papel de Ermelinda en la película El crucero Baleares, dirigida por Enrique del Campo.
A lo largo de la década de los cuarenta consolida su posición como una de las más prestigiosas actrices de reparto del cine español, colabora con directores como Edgar Neville, Luis Marquina, Florián Rey, Luis Lucia o Juan de Orduña. Su carrera comienza a languidecer al inicio de la década de 1950 y a partir de ese momento sus actuaciones se espacian hasta retirarse definitivamente de la interpretación en 1967.

## Filmografía (selección)
- El crucero Baleares (1941).
- Vidas cruzadas (1942).
- La boda de Quinita Flores (1943).
- Mi vida en tus manos (1943).

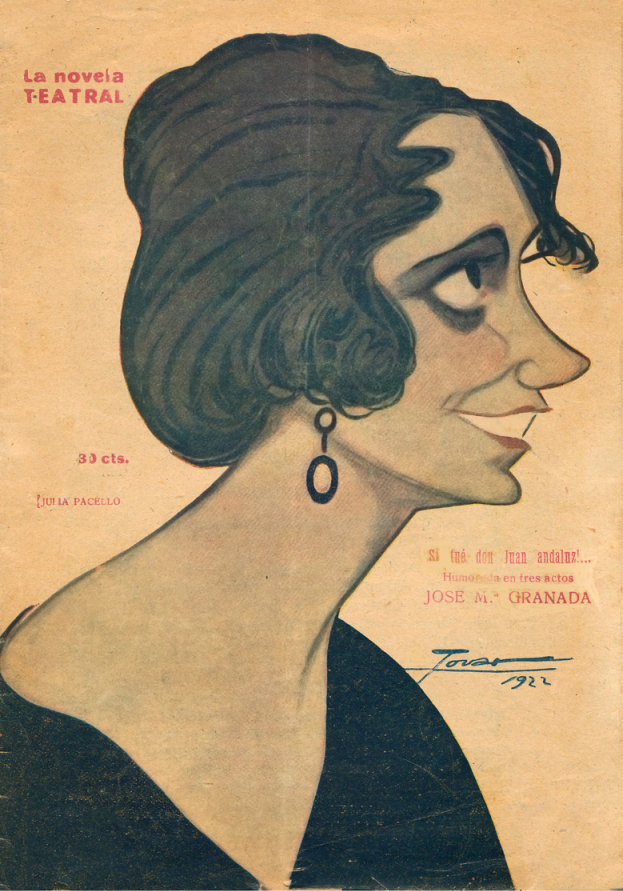
Caricaturizada por Tovar (1922)

- Santander, la ciudad en llamas (1944).
- Tarjeta de visita (1944).
- La torre de los siete jorobados (1944).
- La vida en un hilo (1945).
- El crimen de la calle de Bordadores (1946).
- La pródiga (1946).
- Luis Candelas, el ladrón de Madrid (1947).
- La princesa de los Ursinos (1947).
- Tempestad en el alma (1950).
- La esfinge maragata (1950).
- Puebla de las mujeres (1952).
- La puerta abierta (1957).
- La corista (1960).
- Maribel y la extraña familia (1960).
- Teresa de Jesús (1961).
- El balcón de la luna (1962).
- La mujer del otro (1967).